# محمد آقامدیرشانه‌چی
محمدآقا مدیر شانه‌چی (زاده: سال ۱۳۰۱ مشهد - درگذشت ۲۸ آذر ۱۳۸۷ مشهد از اعضای جبهه ملی ایران و از تاجران و فعالان سیاسی-مذهبی در نهضت ملی شدن صنعت نفت و انقلاب ۵۷ بود. او مدیر دفتر محمود طالقانی پس از انقلاب بود و در کنار محمد تقی شریعتی (پدر علی شریعتی) و پوران شریعت‌رضوی (همسر علی شریعتی) پس از انقلاب تشکیلاتی به نام «اقامه» در مشهد تأسیس کردند که هدف آن دفاع از قانون اساسی اعلام شده بود. این تشکل - که گنجه‌ای از چهره‌های شاخص آن بود - پس از تأسیس شورای ملی مقاومت ایران به آن پیوست. در سال‌های بعد، اغلب اعضا از آن جدا شدند. 
پس از درگیری‌های خرداد ١٣۶٠ شانه‌چی نیز مورد غضب و برخورد دولتمردان قرار گرفت. سه تن از فرزندان وی در درگیری با نیروهای حکومتی پس از انقلاب کشته شدند:
- حسین مدیر شانه‌چی: دانشجوی سال دوم علوم آزمایشگاهی در تاریخ آبان ١٣۶٠ در حمله‌ی شبانه‌ی پاسداران انقلاب اسلامی، با آر.پی.جی. به خانه‌ی مسکونی‌اش به خاک و خون غلتید.
- محسن مدیر شانه‌چی: فارغ التحصیل علوم آزمایشگاهی، زندانی سرشناس دوران محمدرضا شاه، از رهبران سازمان چریک‌های فدایی خلق (اقلیت) در تاریخ ٢٩ آذر ١٣۶٠ به هنگام خروج از خانه‌ی تیمی، از پشت سر به مسلسل پاسداران انقلاب اسلامی از پای درآمد.
- شهره مدیر شانه‌چی: دانشجوی سال اول علوم ریاضی در اوایل دی ماه ١٣۶٠ در خیابان بازداشت و در اواخر بهمن ١٣۶٠ در زندان اوین تیرباران شد. 
فرزند دیگر وی نیز به نام زهره مدیر شانه‌چی، دانشجوی سال دوم علوم قضائی، زندانی سیاسی زندانی دوران محمدرضا شاه و عضو سازمان چریک‌های فدائی خلق بود. وی در برخورد مسلحانه با مأموران ساواک در اردیبهشت ١٣۵۴ جان باخته بود.

## پیوند بیرون
- تصاویر و مصاحبه‌هایی از وی  سایت پژواک ایران
- پیرمرد چشم ما بود گزارش رادیو زمانه از مراسم چهلم شانه چی در پاریس

.